# 凯瑟琳·西贝利厄斯
凯瑟琳·西贝利厄斯 （Kathleen Sebelius，1948年5月15日—），是美國民主黨政治人物。曾擔任堪薩斯州第44任州長（2003年1月13日－2009年4月28日）、第21任美國衛生及公共服務部部長（2009年4月28日－2014年6月9日），她亦是該州第二位女州長。
她出生於俄亥俄州辛辛那提的天主教徒家庭，原名凱瑟琳·基里根（Kathleen Gilligan）。父親是俄亥俄州第62任州長（1971年－1975年）約翰·J·基里根（John J. Gilligan），他們是美國歷史上第一對父女檔州長。其夫基思·蓋瑞·西貝利厄斯的父親基思·西貝利厄斯是前堪薩斯州選出的眾議院議員（1969年－1981年，共和黨人）。
在2008年美國總統選舉中，她一度被認為是民主黨候選人巴拉克·歐巴馬的最可能副手人選之一，但最終由喬·拜登參議員獲選。
2009年3月2日她獲得歐巴馬總統提名為美國衛生及公共服務部部長。2009年4月28日，美國參議院以65票支持，31票反對通過了這一提名，隨即面對豬流感疫情的挑戰。